# Cmentarz żydowski w Radzyniu Chełmińskim
Cmentarz żydowski w Radzyniu Chełmińskim – kirkut mieści się przy ul. Tysiąclecia. Powstał w 1853 roku. Położony jest na południowy wschód od centrum miejscowości, na niewielkim pagórku. Obecnie na terenie kirkutu mieści się sklep. Kirkut ma powierzchnię 0,07 ha.